# Andrea Lee
Andrea Lee (Atlanta, Texas; 11 de febrero de 1989) es una kickboxer y artista marcial mixta estadounidense que compite en la división de peso mosca de Ultimate Fighting Championship.

## Primeros años
Los padres de Lee se divorciaron cuando ella era una niña pequeña y ella terminó viviendo con su madre, quien posteriormente se volvió a casar. Lee creció pentecostal en una granja en Atlanta, Texas, con dos hermanos mayores, una hermana mayor y un hermano menor. Después de graduarse de Queen City High School, se mudó a Shreveport, Luisiana, donde finalmente incursionó en las artes marciales.

## Carrera de artes marciales mixtas

### Invicta FC y Legacy Fighting
La primera oponente en su debut en Invicta FC fue Shannon Sinn, un combate en el que ganó por decisión unánime. Su siguiente oponente de fue la más experimentada Roxanne Modafferi, que la derrotó por decisión dividida. Se recuperó derrotando a Rachael Ostovich en Invicta FC 14: Evinger vs. Kianzad por sumisión a falta de segundos para el final del combate. Luego luchó por Legacy FC donde derrotó a Ariel Beck para convertirse en la Campeona Femenina de Peso Mosca de Legacy FC. En 2016, luchó de nuevo para Invicta donde fue derrotada por sumisión contra Sarah D'Alelio. Posteriormente fue suspendida por nueve meses debido a un control de drogas positivo por un diurético.
Haría su regreso a Invicta a principios de 2017 con una rápida victoria por KO sobre Jenny Liou. Al mes siguiente, derrotó a Heather Bassett para convertirse en la inaugural Campeona Femenina de Peso Mosca de LFA. Siguió con una victoria por decisión sobre Liz Tracy en Invicta y una exitosa defensa del título de LFA sobre Jamie Thorton en su cuarto combate del año.

### Ultimate Fighting Championship

#### 2017
En septiembre de 2017 firmó con la UFC inicialmente para hacer su debut en la promoción apenas dos semanas después de su última pelea. Se esperaba que se enfrentara a Kalindra Faria en UFC 216, pero a las pocas horas del anuncio de la pelea, Lee fue retirada de la cartelera debido a una cláusula de la política antidopaje de la UFC que exige a los luchadores con infracciones anteriores que cumplan un periodo de 6 meses en el grupo de pruebas antes de competir.

#### 2018
Lee debutó en UFC contra Verónica Macedo el 19 de mayo de 2018, en UFC Fight Night 129. Ganó la pelea por decisión unánime. Esta pelea lo hizo merecedor de su primer premio de Pelea de la Noche.
Se esperaba que Lee enfrentara a Jessica-Rose Clark el 15 de diciembre de 2018, en UFC on Fox 31. Sin embargo, Clark se vio obligada a retirarse de la pelea, ya que fue hospitalizada debido a un problema de corte de peso y fue considerada médicamente no apta para competir por los médicos de UFC. Como resultado, la pelea fue cancelada.

#### 2019
Lee enfrentó a Ashlee Evans-Smith el 17 de febrero de 2019, en UFC on ESPN 1. Ganó la pelea por decisión unánime.
Lee enfrentó a Montana De La Rosa el 22 de junio de 2019, en UFC Fight Night 154. Ganó la pelea por decisión unánime.
Lee enfrentó a Joanne Wood el 9 de septiembre de 2019, en UFC 242. Perdió la pelea por decisión dividida.

#### 2020
Lee enfrentó a Lauren Murphy el 8 de febrero de 2020, en UFC 247. Perdió la pelea por decisión dividida. 12 de los 12 medios de comunicación de las MMA le dieron la pelea a Lee.
Lee enfrentó a Roxanne Modafferi el 12 de septiembre de 2020, en UFC Fight Night 177. Perdió la pelea por decisión unánime.
Se esperaba que Lee enfrentara a Gillian Robertson el 12 de diciembre de 2020, en UFC 256. Sin embargo, se retiró a principios de diciembre debido a una nariz rota.

#### 2021
Lee enfrentó a Antonina Shevchenko el 15 de mayo de 2021, en UFC 262. Ganó la pelea por sumisión en el segundo asalto.
Se esperaba que Lee enfrentara a Jessica Eye el 13 de noviembre de 2021, en UFC Fight Night 197. Sin embargo, Eye se retiró de la pelea a mediados de octubre alegando una enfermedad y fue sustituida por Cynthia Calvillo. Ganó la pelea por TKO en el segundo asalto. Esta victoria le valió el premio a la Actuación de la Noche.

#### 2022
Lee enfrentó a Viviane Araújo el 14 de mayo de 2022, en UFC on ESPN 36. Perdió la pelea por decisión unánime.

#### 2023
Está programada para enfrentarse a Maycee Barber el 25 de marzo de 2023, en UFC on ESPN 43.
Lee enfrentó a Natália Silva el 19 de agosto de 2023, en UFC 292 . Perdió la pelea por decisión unánime.

#### 2024
Lee enfrentó a Miranda Maverick el 17 de febrero de 2024, en UFC 298. Lee perdió la pelea por decisión unánime.
Lee enfrentó a Montana De La Rosa el 8 de junio de 2024, en UFC on ESPN 57. Perdió la pelea por decisión dividida.

## Vida personal
El apodo de "KGB" se lo puso su entrenador porque pensaba que parecía rusa. En una ocasión en los Campeonatos Mundiales de Muay Thai, donde se aseguró una victoria, todo el equipo ruso se acercó a ella para tomarse fotos debido al parche "KGB" en sus pantalones.
El 5 de agosto de 2018 se presentó una denuncia policial por un abuso de su marido, Donny Aaron. Aaron, que creó polémica con sus tatuajes nazis, fue detenido y encarcelado el 30 de mayo de 2019, tras nueve meses de fuga, por violencia doméstica y detención ilegal tras quemar a Andrea con un cigarrillo y asfixiarla.

## Campeonatos y logros

### Artes marciales mixtas
- Ultimate Fighting Championship
  - Pelea de la Noche (una vez) vs. Verónica Macedo[16]
  - Actuación de la Noche (una vez) vs. Cynthia Calvillo[37]
- Legacy FC
  - 2017 - Campeona Mundial defensora de Peso Mosca Femenino de LFA
  - 2017 - Campeona de Peso Mosca Femenino de LFA (inaugural)
  - 2016 - Campeona de Peso Mosca Femenino Profesional de Legacy FC (inaugural)
  - 2014 - Campeona de Peso Mosca Amateur de Legacy FC (inaugural)
- Ascend Combat
- 2013 - Campeona de Peso Mosca Amateur de Ascend Combat (2 defensas)

### Kick boxing
- 2014 - Federación Internacional de Kickboxing (IKF) Campeón del Clásico Mundial de Muay Thai de Peso Pluma Amateur
- 2014 - Campeona de Muay Thai Ligero del Abierto Mundial Amateur TBA
- 2014 - Campeona Norteamericana Amateur de Kickboxing de WKA[50]
- 2014 - Campeón Norteamericano Amateur de Muay Thai de WKA.
- 2013 - Campeón del Mundo Clásico Amateur de Muay Thai de la Federación Internacional de Kick boxing (IKF)

### Boxeo
- 2013 - Campeona Nacional de Golden Gloves Amateur
- 2013 - Campeona de Golden Gloves del Estado de Luisiana
- 2010 - Campeona de Golden Gloves del Estado de Luisiana[6]

## Récord en artes marciales mixtas
| Récord profesional | Récord profesional | Récord profesional |
| 23 peleas          | 13 victorias       | 10 derrotas        |
| ------------------ | ------------------ | ------------------ |
| Nocaut             | 3                  | 0                  |
| Sumisión           | 5                  | 1                  |
| Decisión           | 5                  | 9                  |

| Resultado | Récord | Oponente            | Método                        | Evento                                     | Fecha                    | Ronda | Tiempo | Localización                 | Notas                                                           |
| --------- | ------ | ------------------- | ----------------------------- | ------------------------------------------ | ------------------------ | ----- | ------ | ---------------------------- | --------------------------------------------------------------- |
| Derrota   | 13-10  | Montana De La Rosa  | Decisión (dividida)           | UFC on ESPN: Cannonier vs. Imavov          | 8 de junio de 2024       | 3     | 5:00   | Louisville, Kentucky         |                                                                 |
| Derrota   | 13-9   | Miranda Maverick    | Decisión (unánime)            | UFC 298                                    | 17 de febrero de 2024    | 3     | 5:00   | Anaheim, California          |                                                                 |
| Derrota   | 13-8   | Natália Silva       | Decisión (unánime)            | UFC 292                                    | 19 de agosto de 2023     | 3     | 5:00   | Boston, Massachusetts        |                                                                 |
| Derrota   | 13-7   | Maycee Barber       | Decisión (dividida)           | UFC on ESPN: Vera vs. Sandhagen            | 23 de marzo de 2023      | 3     | 5:00   | San Antonio, Texas           |                                                                 |
| Derrota   | 13-6   | Viviane Araújo      | Decisión (unánime)            | UFC on ESPN: Błachowicz vs. Rakić          | 14 de mayo de 2022       | 3     | 5:00   | Las Vegas, Nevada            |                                                                 |
| Victoria  | 13-5   | Cynthia Calvillo    | TKO (parada médica)           | UFC Fight Night: Holloway vs. Rodríguez    | 13 de noviembre de 2021  | 2     | 5:00   | Las Vegas, Nevada            | Actuación de la Noche.                                          |
| Victoria  | 12-5   | Antonina Shevchenko | Sumisión (arm-triangle choke) | UFC 262                                    | 15 de mayo de 2021       | 2     | 4:52   | Houston, Texas               |                                                                 |
| Derrota   | 11-5   | Roxanne Modafferi   | Decisión (unánime)            | UFC Fight Night: Waterson vs. Hill         | 12 de septiembre de 2020 | 3     | 5:00   | Las Vegas, Nevada            |                                                                 |
| Derrota   | 11-4   | Lauren Murphy       | Decisión (dividida)           | UFC 247                                    | 8 de febrero de 2020     | 3     | 5:00   | Houston, Texas               |                                                                 |
| Derrota   | 11-3   | Joanne Wood         | Decisión (dividida)           | UFC 242                                    | 7 de septiembre de 2019  | 3     | 5:00   | Abu Dhabi                    |                                                                 |
| Victoria  | 11-2   | Montana De La Rosa  | Decisión (unánime)            | UFC Fight Night: Moicano vs. Korean Zombie | 22 de junio de 2019      | 3     | 5:00   | Greenville, Carolina del Sur |                                                                 |
| Victoria  | 10-2   | Ashlee Evans-Smith  | Decisión (unánime)            | UFC on ESPN: Ngannou vs. Velasquez         | 17 de febrero de 2019    | 3     | 5:00   | Phoenix, Arizona             |                                                                 |
| Victoria  | 9-2    | Verónica Macedo     | Decisión (unánime)            | UFC Fight Night: Maia vs. Usman            | 19 de mayo de 2018       | 3     | 5:00   | Santiago de Chile            | Pelea de la Noche.                                              |
| Victoria  | 8-2    | Jamie Thorton       | Sumisión (kimura)             | LFA 23                                     | 22 de septiembre de 2017 | 2     | 2:54   | Bossier City, Luisiana       | Defendió el Campeonato Femenino de Peso Mosca de LFA.           |
| Victoria  | 7-2    | Liz Tracy           | Decisión (dividida)           | Invicta FC 23: Porto vs. Niedźwiedź        | 20 de mayo de 2017       | 3     | 5:00   | Kansas City, Misuri          |                                                                 |
| Victoria  | 6-2    | Heather Bassett     | Sumisión (armbar)             | LFA 4                                      | 17 de febrero de 2017    | 3     | 3:40   | Bossier City, Luisiana       | Ganó el inaugural Campeonato Femenino de Peso Mosca de LFA.     |
| Victoria  | 5-2    | Jenny Liou          | KO (puñetazos)                | Invicta FC 21: Anderson vs. Tweet          | 14 de enero de 2017      | 1     | 1:14   | Kansas City, Misuri          |                                                                 |
| Derrota   | 4-2    | Sarah D'Alelio      | Sumisión (rear-naked choke)   | Invicta FC 16: Hamasaki vs. Brown          | 11 de marzo de 2016      | 3     | 4:21   | Las Vegas, Nevada            | Lee dio positivo por un diurético prohibido.                    |
| Victoria  | 4-1    | Ariel Beck          | Sumisión verbal (armbar)      | Legacy FC 49                               | 4 de diciembre de 2015   | 3     | 4:22   | Bossier City, Luisiana       | Ganó el vacante Campeonato Femenino de Peso Mosca de Legacy FC. |
| Victoria  | 3-1    | Rachael Ostovich    | Sumisión verbal (armbar)      | Invicta FC 14: Evinger vs. Kianzad         | 12 de septiembre de 2015 | 3     | 4:58   | Kansas City, Misuri          | Actuación de la Noche.                                          |
| Derrota   | 2-1    | Roxanne Modafferi   | Decisión (dividida)           | Invicta FC 10: Waterson vs. Tiburcio       | 5 de diciembre de 2014   | 3     | 5:00   | Houston, Texas               |                                                                 |
| Victoria  | 2-0    | Shannon Sinn        | Decisión (unánime)            | Invicta FC 9: Honchak vs. Hashi            | 1 de noviembre de 2014   | 3     | 5:00   | Davenport, Iowa              |                                                                 |
| Victoria  | 1-0    | Kim Colbert         | TKO (parada médica)           | GFA 27: The Stage                          | 19 de septiembre de 2014 | 1     | 0:10   | Luisiana                     | Debut en el peso mosca.                                         |